# Pornsawan Porpramook
Pornsawan Porpramook est un boxeur thaïlandais né à Sa Kaeo le 10 mars 1978.

## Carrière
Il devient champion du monde des poids pailles WBA le 30 juillet 2011 en battant aux points par décision majoritaire Muhammad Rachman, titre qu'il cède dès le combat suivant le 24 octobre 2011 après sa défaite au 10e round contre Akira Yaegashi. Porpramook est également battu de peu aux points par Ryo Miyazaki le 31 décembre 2012.